# Steganacarus doumandji
Steganacarus doumandji är en kvalsterart som beskrevs av Wojciech Niedbała 1986. Steganacarus doumandji ingår i släktet Steganacarus och familjen Phthiracaridae. Inga underarter finns listade i Catalogue of Life.